# 愛媛県立伯方高等学校
愛媛県立伯方高等学校（えひめけんりつはかたこうとうがっこう、英語: Ehime Prefectural Hakata High School）は、愛媛県今治市伯方町に所在していた全日制普通科の公立（県立）高等学校である。

## 沿革

### 略歴
愛媛県立伯方高等学校は、1948年に愛媛県今治市伯方町（伯方島）に設置された高等学校である。入学者数が2016年度から3年連続で41名未満（入学定員の 2⁄3 以下）となり、愛媛県が示した再編整備基準を達成できなかったため、2019年3月で70年の歴史に幕を下ろすことになった。2019年4月から同所は愛媛県今治市中日吉町に所在する愛媛県立今治西高等学校の分校として、愛媛県立今治西高等学校伯方分校が発足することになった。2026年より愛媛県立今治北高校大三島分校と統合して愛媛県立しまなみ高校となる。

### 年表
（以下の年表における主要な出典は愛媛県立伯方高等学校の公式サイトから）
- 1948年
  - 10月1日 - 愛媛県立伯方高等学校の設置。（昼間定時制課程普通科定員400名、修業年限4年、校舎は今治市立伯方小学校及び今治市立伯方中学校の一部を借用していた）
  - 10月30日 - 開校式、第1回入学式を行う。
- 1950年10月6日 - 「愛媛県越智郡伯方町大字木浦甲3599番地の2」へ新校舎落成に伴い移転する。
- 1954年
  - 4月1日 - 愛媛県立大島高等学校、愛媛県立大三島高等学校（いずれも定時制課程）とともに全日制課程となる[5]。（入学定員を450名に変更する）
  - 5月6日 - 別館、講堂（第2期増築校舎）が落成する。
  - 10月1日 - 第3期校地拡張工事を竣工する。
- 1956年4月1日 - 入学定員を150名に変更する。
- 1958年4月1日 - 愛媛県立今治西高等学校から岩城分校を移管する。
- 1961年4月1日 - 入学定員を120名に変更する。
- 1962年4月1日 - 入学定員を150名に変更する。
- 1963年4月1日 - 入学定員を220名に変更する。
- 1964年4月1日 - 入学定員を200名に変更する。
- 1966年2月1日 - 校外運動場を設置する。
- 1967年
  - 3月28日 - 校外運動場を県有施設化する。
  - 4月1日 - 入学定員を144名に変更する。
- 1968年4月1日 - 入学定員を138名に変更する。
- 1969年4月1日 - 入学定員を135名に変更する。
- 1974年
  - 4月1日 - 入学定員を140名に変更する。
  - 8月29日 - 体育館（1,014 m2 ）を新築、校外運動場の土盛整備をする。
- 1975年
  - 3月25日 - 格技場（283.36 m2 ）を新築する。
  - 4月1日 - 入学定員を135名に変更する。
- 1990年
  - 3月25日 - 「愛媛県越智郡伯方町大字有津甲2358番地」へ新校舎落成に伴い移転する。
  - 6月8日 - 新校舎落成式を行う。
- 1992年4月1日 - 入学定員を90名に変更する。
- 1996年4月1日 - 入学定員を80名に変更する。
- 2005年4月1日 - 岩城分校の募集を停止する。
- 2008年
  - 3月2日 - 岩城分校で閉校式を行う。
  - 3月31日 - 岩城分校を廃止する。
- 2009年4月1日 - 入学定員を60名に変更する。
- 2019年4月1日 - 愛媛県県立学校設置条例の一部改正条例（平成30年10月19日条例第52号）施行。（分校化）[4][6]

## 教育

### 教育理念・目標など

#### 校訓
校訓は「忍耐・真剣・希望」であり、これは愛媛県立今治西高等学校伯方分校が重点努力目標という形で受け継いでいる。
（以下参照）
忍耐: 風雪の道を歩み、自己をきたえる
真剣: 探求の道を歩み、英知を磨く
希望: 理想をかかげ、未来をひらく

#### 重点努力目標
重点努力目標は「自らを律する心・確かな学び・豊かな人間性を身につけた生徒の育成～個別指導の充実と主体性を育む教育活動の実践～」である。

#### 指導目標
愛媛県立伯方高等学校には「伯方高校マニフェスト5」と称した指導目標があり、それぞれのマニフェストには詳細な下位目標（家庭で1日3時間以上学習83名、各種検定合格83名など）を掲げている。
（以下は伯方高校マニフェスト5）
- 自ら学ぶ力と、豊かな創造性を育てる。
- 強い精神力と、たくましい体力を育てる。
- 人をおもいやり、自己を律する心を育てる。
- 郷土を愛し、地域に貢献する心を育てる。
- 奉仕の精神を養い、自己有用感を育てる。

### 組織

#### 設置学科（2018年度時点）
- 愛媛県立伯方高等学校
  - 全日制課程
    - 普通科（入学定員60名）

## 基礎データ

### 象徴
校章
愛媛県立伯方高等学校の校章は、宝股山（伯方島の最高峰で標高は303.7 m ）とサクラを表現したものである。

## 愛媛県立伯方高等学校に関連する人物

### 俳優・歌手・芸能
- 前田一球 - 吉本興業に所属していたお笑い芸人（前田一球・写楽）